# NGC 4378
NGC 4378 је спирална галаксија у сазвежђу Девица која се налази на NGC листи објеката дубоког неба.
Деклинација објекта је + 4° 55' 31" а ректасцензија 12h 25m 18,0s. Привидна величина (магнитуда) објекта NGC 4378 износи 11,7 а фотографска магнитуда 12,6. Налази се на удаљености од 35,1000 милиона парсека од Сунца. NGC 4378 је још познат и под ознакама UGC 7497, MCG 1-32-52, CGCG 42-92, VCC 785, IRAS 12227+0512, PGC 40490.